# Beijing Bubbles – Punk und Rock in Chinas Hauptstadt
Beijing Bubbles – Punk und Rock in Chinas Hauptstadt ist ein Dokumentarfilm der Berliner Filmemacher Susanne Messmer und George Lindt aus dem Jahr 2005, der in der Volksrepublik China gedreht wurde.

## Inhalt
Der Film begleitet fünf Pekinger Bands (Joyside, Hang on the Box, Sha Zi, New Pants und T9 aka Hanggai Band) bei ihren Proben und Auftritten, aber auch in ihrem Alltagsleben. Er gibt einen Einblick in die aktuelle Punk- und Rockszene Chinas und in die Gefühls- und Gedankenwelt der jungen Musiker, die sich bewusst gegen den herkömmlichen chinesischen Lebensentwurf stellen. Neben einer musikalischen Bestandsaufnahme wirft Beijing Bubbles auch einen kritischen Blick auf die chinesische Gesellschaft der Gegenwart.
Auch ästhetisch entspricht der Film seiner inhaltlichen Punk-Attitüde, da besonders die Außenaufnahmen auf öffentlichen Plätzen unter schwierigen Bedingungen entstanden und zum Teil nur mit versteckter Kamera möglich waren.

## Kritiken
- Variety (Mar 28/2006): Trotz des offensichtlich kleinen Budgets macht der Film erfreulichen Krach und schafft gute Einblicke.
- PhillyIMC (30. März 2006): Der Film ist eine unterhaltsame Spritztour auf die andere Seite des Erdballs, dessen Musik unserer doch sehr ähnlich ist.
- ThirtyfourStreetmagazine: Offenbar sind unsere Punk-Rock-Wurzeln nach China ausgewandert, wo junge Anarchisten und Rebellen in kleinen Clubs und Kellern melodisches Chaos darbieten.
- Goon Magazin (18/2006): In Pekings Musikszene brodelt es. Es fehlt noch an Selbstverständnis und Lässigkeit, aber immer öfter zeigen sich Blasen an der glatten Oberfläche der Suppe im großen Topf.

## Auswahl der Festivalbeteiligungen
Beijing Bubbles wurde weltweit auf mehr als 40 internationalen Filmfestivals gezeigt, unter anderem in Göteborg, Prag, Thessaloniki, Tel Aviv, Philadelphia, Singapur und Auckland. 2007 lief er im Museum of Modern Art in New York und mit großem Erfolg in den deutschen und österreichischen Kinos.
Weitere Festivalbeteiligungen:
Sounds of the Underground, Filmfestival, Amsterdam, Niederlande
- Museum of Modern Art, Dokfilmfestival, New York, USA
- GlobalVisions Filmfestival Edmonton, Kanada
- Fantasia Filmfestival Montreal
- Filmfestival Sydney, Australien
- Resfest São Paulo, Brasilien
- Shoot Me Festival, Den Haag, Niederlande
- Mafiafest, Amsterdam, Niederlande
- Ethno Filmfest München, Deutschland
- Festival dei Popoli Florence, Italien
- Asiaticafilmmediale festival in Rome, Italien
- Oslo International Film Festival, Norwegen
- Steirischer Herbst – Filmfestival 2008, Österreich
- Exground Film Festival, Wiesbaden, Deutschland
- Leeds International Film Festival, Vereinigtes Königreich
- International Filmfest Oldenburg, Deutschland
- Jönköping Filmfestival, Schweden
- Dokufest-International Kosovo, Kosovo
- Telecom 38th Auckland International Film Festival, Neuseeland
- Orientalia Festival at Warsaw University, Polen
- China – Between Past and Future, HKW, Berlin, Deutschland
- Achtung Berlin – New Berlin Film Award, Deutschland
- Singapore Intern.Film Festival, Singapur
- Philadelphia Film Festival, Phillyfest, USA
- Docaviv's 2006 Filmfestival Tel-Aviv, Israel
- Febiofest Festival, Tschechische Republik
- Inter. Doc FF, Ljubljana, Cankarjev, Slowenien
- Göteborg Film Festival, Schweden
- Documentary Festival Kassel, Deutschland
- Gutekfilm, Warschau, Polen
- Folkerts Bio Malmö, Schweden
- Uppsala University Festival, Finnland
- Luton Filmfestival, Vereinigtes Königreich
- Thessaloniki Documentary Festival, Griechenland
- Shadows Filmfestival, Paris, Frankreich
- Norinet Filmfestival, Schweiz
- In Edit, Filmfestival, Berlin, Deutschland
- Forum des Images, Filmfestival, Paric, France
- Festiwelt Festival, Berlin, Deutschland
- Punkfestival, Berlin, Deutschland
- Sounds of the Underground, Filmfestival, Amsterdam, Niederlande
- Hongkong Filmfestival, Hongkong
- Dok.Art Festival, Deutschland, Hamburg

## DVD/Buch
Im August 2008 erschien Beijing Bubbles in einer Kombination aus Buch und Doppel-DVD auf dem Berliner Label Fly Fast (Buchverlag Fly Fast Publishing Berlin). Neben dem Originalfilm enthält die Produktion neue filmische Portraits chinesischer Bands, Interviews mit den Filmemachern sowie weiterführende Texte über Jugendkulturen in China und die chinesische Kunst- und Kulturszene jenseits des Mainstreams. Des Weiteren Texte über Subkultur in China.
Das Buch ist in einer zweisprachigen Fassung erschienen (Deutsch/Englisch). Der Originalfilm ist in chinesischer, englischer und deutscher Sprache erschienen. Im Jahr 2012 erschien der Film als Beilage des deutschen Musikmagazins Visions in einer Auflage von 80.000 Auflage mit Bonusmaterial. 2020 wurde der Film im englischen Collectorsbox „Punk around the World“ neu veröffentlicht über RTD.